# 고선지
고선지(高仙芝, ?~755년)는 고구려 유민 출신의 당나라 장군이다.

## 생애
아버지는 고구려의 유민으로 정복전쟁에서 여러 군공을 세운 당 제국의 장군이었던 고사계(高舍鷄)이다. 스무살에 고구려 유민 출신으로 721년 당나라 유격장군이 되어서 토번제국 (현 티베트) 세력을 정복하였고, 토번제국이 당나라의 식민지배로부터 독립을 하기 위해 반란을 일으켜서 진압에 나섰으나 실패하였고 곧바로 신장 지역을 지속적으로 공격하였다. 이후 고선지 장군은 혼자서 압바스 왕조, 우마이야 왕조를 정복하고자 안서도호부에서 훨씬 서북쪽으로 떨어진 탈라스강까지 원정군을 이끌고 먼 길을 떠났으나, 탈라스강까지 가는 동안 정복전쟁을 했지만 탈라스 전투(751년)에서 패했다.
747년 안서도호부의 부도호가 되었고, 당시 토번(현 티베트)제국과 연결되어 있던 소발률국을 정복하였다. 이 군공으로 같은 해, 안서사진절도사(安西四鎭節度使)로 임명되었다. 749년에는 호탄 국왕과 토번의 군대를 학살하였고, 750년에는 당나라가 현 신강 지역에 토번 제국과 소발률, 돌궐 등을 식민지배하기 위해 설치한 식민지 기구인 안서도호부에서 군 복무 하면서 안서도호부에 편입되어 지배를 당하고 있는 이민족 국가들이 반란을 일으키지 못하게 관리, 감독하는 임무를 맡게되었다.
당시 발흥한 지 얼마 되지 않은 이슬람 압바스 왕조는 탈라스강까지 진출해 있었는데, 여러 나라와 연합하여, 아부 무슬림 카라시니 총독이 이슬람군을 파견하였다. 751년 현 신강 지역을 지배하고 있던 고선지 장군은 압바스 왕조, 우마이야 왕조를 정복하기 위해 혼자서 군대를 이끌고 72개의 여러 국가들을 정복해나가면서 탈라스강가까지 진군했으나 긴 원정행렬에 피로가 극에 달한데다가, 당시 고선지의 동맹군이었던 서역을 지배하고 있던 부족 카를룩(Karluk)군이 배신하는 바람에 악재가 겹쳐서 패배하였으나 이슬람군의 피해가 훨씬 더 컸음을 보면 고선지의 군대가 군사력면에선 이슬람군을 훨씬 압도했음을 알 수 있다.
755년 안녹산이 뤄양을 군사적 점령하고 군사반란을 일으켰다는 소식을 듣고 진압 명령을 받는데, 안녹산의 군대가 서쪽으로 진군하는 것을 저지하던 중 감군 변영성의 배신으로 결국 참수형을 당한다.
탈라스 전투에서 당 제국의 제지기술자를 통해 서방에 제지기술이 전해진 것은 유명한 이야기이다. 고선지의 전쟁사적 위업은 오렐 스타인의 중앙아시아 답사로 발굴되고 서양 세계에까지 널리 재인식되면서 영향을 끼쳤다.
그의 뛰어난 부하장군에는 봉상청, 이사업이 있었고 봉상청은 안사의 난 때 죽었지만, 이사업은 북정절도사로써 안사의 난 진압에 강력한 군공을 세웠다.

## 가계
- 아버지 : 고사계(高斯界)
- 어머니 : 미상
  - 무신 : 고선지(高仙芝)
  - 부인 : 미상

## 고선지가 등장한 작품
- 《대조영》, KBS, 2006년~2007년, 배우

## 같이 보기
- 안서도호부

## 참고 자료
- 『구당서』 권104, 「열전」54, 고선지
- 『신당서』 권135, 「열전」60, 고선지